# صفائیه (سنقر)
صفائیه نام روستایی در دهستان سراب در بخش مرکزی شهرستان سنقر واقع در استان کرمانشاه می‌باشد. طبق سرشماری سال ۱۳۸۵ جمعیت این روستا ۳۵۷ نفر در ۸۹ خانوار است.